# Abd-Al·lah ibn Sad
Abu-Yahya Abd-Al·lah ibn Sad ibn Abi-s-Sarh al-Amirí al-Quraixí —àrab: أبو يحيى عبد الله بن سعد بن أبي السرح القرشي, Abū Yaḥyà ʿAbd Allāh b. Saʿd b. Abī s-Sarḥ al-Quraxĩ—, més conegut simplement com a Abd-Al·lah ibn Sad o com Ibn Abi-Sarh, fou un home d'estat i general musulmà, del clan dels quraixites. Germà de llet del califa Uthman ibn Affan, fou el seu principal suport i finalment cap dels partit dels omeies.
De jove fou secretari de Mahoma i més tard va abjurar de l'islam i va dir que havia alterat als escrits les suposades revelacions del Profeta. Va estar a punt de ser condemnat a mort i fou salvat pel seu germà de llet Uthman. Després va retornar a l'islam.
Va prendre part a la conquesta d'Egipte sota les ordres d'Amr ibn al-As en temps del califa Úmar, i ja llavors va governar l'Alt Egipte de fet de manera independent aprofitant la baralla entre el califa i Amr ibn al-As.
En agraïment a Uthman, Abd-Al·lah va dirigir tropes en favor del seu germà de llet per portar-lo al califat el 644.
Fou nomenat governador de tot Egipte però la data és incerta, creant una flota a Alexandria. Va arreglar els afers entre musulmans i nubians i va ajudar el jove Muàwiya en la seva expedició contra Xipre. El 27 de l'Hègira (647-648) va fer una expedició contra l'Àfrica romana d'Orient que va sotmetre; el 651 va establir la pau amb Núbia i va guanyar als romans d'Orient la batalla naval de Dhat al-Sawari en la qual la flota romana d'Orient fou destruïda (655/656).
Quan van esclatar revoltes contra Uthman, Abd-Al·lah fou el campió legitimista. Va sortir d'Egipte per ajudar el califa deixant el govern interí a as-Sàïb ibn Hixam, que poc després fou enderrocat pel partit revolucionari egipci dirigit per Muhàmmad ibn Abi Hudhayfa, que va impedir a Abd-Al·lah el retorn. Aquest, mentrestant, assabentat de la mort d'Uthman, es va unir a Muàwiya.
Va morir entre el 36 i el 37 (entre 656 i 658) a Ascaló o a Ramla.